# ここは俺に任せて先に行けと言ってから10年がたったら伝説になっていた。
『ここは俺に任せて先に行けと言ってから10年がたったら伝説になっていた。』（ここはおれにまかせてさきにいけといってからじゅうねんがたったらでんせつになっていた）は、えぞぎんぎつねによる日本のライトノベル。イラストはDeeCHAが担当している。2018年6月から2021年1月まで『小説家になろう』にて連載され、2019年2月から書籍版がGAノベル（SBクリエイティブ）より刊行されている。2025年5月時点でシリーズ累計部数は400万部を突破している。
メディアミックスとして、『マンガUP!』（スクウェア・エニックス）にて阿倍野ちゃこによるコミカライズ版が2019年8月3日より連載されている。

## あらすじ
勇者たちの冒険者パーティは異次元から侵攻してきた魔神王の撃退に成功した。しかし魔神の大群がなおも押し寄せる。全滅の危機を感じた魔導士ラックは勇者エリックと戦士ゴランに「ここは俺に任せて先に行け!!」と言い放ち、次元の狭間に一人残って戦い続けた。時間の感覚も失せるほど戦った末、魔神を完全に駆逐し世界を守りきったラック。ようやく帰還した世界では10年の歳月が過ぎ、自身が救世の英雄と称えられていた。旧友との再会を果たしたラックは新たな生き方を選ぶことになる。

## 登場人物

### 主要人物
ラック・ロック・フランゼン
魔神から世界を救った英雄で天才的な魔導士。帰還後は正体を隠すためロックと名乗る。これは10年間で自身が救世主のように扱われ、身分も大公爵になっていたため。独身。
古代魔法研究に関してはかなりの権威。得意技は他者の魔法を自己流で習得する「解析（ラーニング）」で、作中では敵の魔法を覚えやり返すシーンが多い。
次元の狭間において魔神の追撃を受けた際、家族のいるエリックとゴランを逃がし単身で残留。様々な魔法を駆使して戦い続け、最後には復活して再度攻めてきた魔神王をも倒す。実年齢は40歳だが、魔神王との戦いで使った魔法「生命吸収（ドレインタッチ）」の影響により肉体的には15歳程度まで若返っている。帰還後、エリックの広めた事跡とその扱いに困惑しつつ、変化した社会を見るために駆け出し冒険者として再登録する。そのため冒険者カードにはFランク戦士ロックと表示される（フルネームと本職のSランク「大賢者にして、我々の救世主、偉大なる最高魔導士」は隠蔽されている）。魔法のみならず剣術や格闘、スカウト（斥候）でも高い実力を持つ。
戦士を第二職業としてからは次元の狭間の戦いから持ち帰った魔神王の剣を得物にしており、非常に頑丈で魔力との親和性も高い上、斬った相手の生命力を奪うエナジードレイン効果により吸血鬼王程度であれば再生を許さずに殺せる効果、大量の呪いが蓄積された呪いのメダルの呪いを残さず吸い取る効果など様々な効果を持つ。ただし元々の実力が非常に高いため、素手でもゴブリンロードや吸血鬼王程度であれば殴り倒せるほどの力を持つ。
漫画版では当初は原作小説と同じく「魔神王を倒したが『生命吸収』のやりすぎで若返った」と思われていたが、後にアルラウネによって明かされた真実によると6年目の時点で魔神王と相打ちで死亡しており、その時点で本来の肉体を真祖に奪われている。しかし戦闘で使っていたマリオネットの魔法が死後も身体の再生を続けた結果、本来の肉体の代わりに傍にあった魔神王の核を使って肉体を再生したために本来より若い年齢で再生された。
ゴラン・モートン
冒険者ギルドのグランドマスター。伯爵。44歳。
ラックの仲間で未だ現役の最強戦士。大柄で屈強な肉体を持ち、炎属性の大剣を振るう。冒険者時代に宿屋と思って花街へ行くなど天然の気があり、娘にも遺伝した模様。帰って来たラックに対しては年甲斐もなく大泣きして迎えていた。彼が若返っていたこともあって親の様な感情も抱いており、セルリスの誤解の元となったりもした。
漫画版ではラックの抱いているアルラウネに対する感情を吹っ切らせる意味でもフィリーと縁づけようとしている。
セルリス・モートン
ゴランの娘で駆け出し冒険者。戦闘能力だけならBランク相当の腕前で、細身ながら力が強く長剣を使いこなす。容姿や性格も良いが天然気味で思い込みが激しく、当初はラックをゴランの隠し子（かつ「弟」）と決めつけていた。正体を明かされた後はラックの弟子を自称。一人っ子なこともあってシャルロット、マリー姉妹やミルカを妹のように可愛がっている。
漫画版では精霊魔法の素質が開花しつつある。ただし、魔法に関しては基礎的な知識も知らず、ルッチラのように真面目に学んだものからは「こんな人が何で使えるんだ」と突っ込まれている。
マルグリット・モートン・シュミット
ゴランの妻でセルリスの母。侯爵。Aランク魔法剣士。
メンディリバル王国と隣国リンゲイン双方の爵位を持ち、大使として赴任していた。夫のゴランより爵位が高いため、世間的には婿入りと見なされている。他国に赴任中も家族仲は良好だが、ギルド職員によると「恐ろしいほどのツンデレ」。ラックによると魔法剣士といっても精霊魔法を使うとのこと。
小説版の挿絵ではセルリスの姉ぐらいにしか見えない若々しさで描かれている。
エリック・イムガルト・メンディリバル
メンディリバル王国国王。当代の勇者。
ラックの仲間で未だ現役の聖剣士。王子時代の継承順位は高くなかったが、聖剣に適性を見せラックやゴランたちと活躍した功績もあって王位に就いた。ラックとは同い年だが、まだまだ若いつもりらしくミルカに「おっちゃん」と呼ばれた際には凹んでいた。
帰って来たラックに対してはゴラン同様に年甲斐もなく大泣きして迎えた。ラックに対する恩を忘れないためとして、王都中央にラックの像を設置し通貨単位を「ラック」に革め、彼の事跡を物語「英雄ラックの大冒険」に編纂・配布した。ラックに与えた大公爵という爵位は小国の王クラスで貴族の中でもかなり上位の爵位であり、いかな功績があろうともいち平民をいきなり大公にすると他の貴族の反対を免れない大抜擢なのだが、ラックに関してはラックが家族を持っていなかったこと、ラック本人が死亡したと思われていたために特に反対無く通ったとのことで、生存を知っていれば伯爵くらいで手を打つつもりだった模様。
得物である聖王剣ブラムウィドは通常時でも非常識なレベルの切れ味を誇る。制限された力を解放することで「昏き者」たちに対して絶大な効果を発揮するが、制限解除は使用者への負担が大きい。
レフィ・レオノール・アルデンヌ
メンディリバル王国王妃。
ラックの仲間で未だ現役の聖女。物理的な実力行使を好み「聖竜拳の賢女（ドラゴン・フィストのをとめ）」と呼ばれ、素手で石壁を打ち抜く剛腕を持つ。物理好きではあるが神聖魔法の実力も歴代トップクラスと言われる。奔放な質でもあり、プライベートな場では楽な恰好（ほぼ裸）でいることが多い。部屋着も透けていたり露出が大きかったりと、目のやり場に困る代物。レフィ自身はまったく気にしていないが、夫であるエリックは気にしており、ラックやゴランに対して「（目が笑っていない笑顔で）忘れろ」と念を押している。
夫であるエリックが国王なので王妃として政務に当たる事もあるが、本人は苦手。他国の大使の名前を憶えていない事もある。
以前は勇者パーティの治癒術士として同行していたが、魔神王撃退戦の時はちょうど身重であったために参加していなかった。上記のような実力から、参戦していればラックも無事に帰還できていただろうと言われる。
シャルロット、マリー
エリックとレフィの娘。シャルロットは年相応以上にしっかりしており、レフィより政治向きの振る舞いが得意。マリーはまだ幼く、「英雄ラックの大冒険」が大好き。
シア・ウルコット
狼の獣人族の少女。Bランク冒険者で吸血鬼ハンター。
族長である父に重傷を負わせ取り逃した吸血鬼王を追っており、ロックがFランク冒険者としてアリオ、ジニーと共に受けたゴブリン退治の依頼の途中で出会う。出会った当初はロックの事もアリオやジニーと同じ新米冒険者だと見ており、ゴブリン達の背後に吸血鬼王がいることを知っていたために撤退を促すが、ロックに助けられて吸血鬼王の討伐を成し遂げた後はロックの正体が大賢者ラックであると知り、態度を改める。
吸血鬼皇（ハイロード）討伐の功によって一族の長であった父親が爵位を賜りウルコット姓を得る。漫画版では登場当初からウルコット性を名乗っている。「…であります」が口癖。
狼の獣人には吸血鬼の使う「魅了」が通用しないため、吸血鬼ハンターとして戦う者が多い。
漫画版ではラックから譲られた高位吸血鬼の剣を使っている。胸はかなり小さいようで、セルリスと共に温泉に入った際は複雑な視線を向けていた。
ニア・ウルコット
シアの妹。獣人族の戦士として修業を始めるにあたり、シアから指導を受けるべく王都にやって来た。まだ8歳だがなかなかの使い手で頭の回転も速い。
漫画版ではフィリーから毒薬の扱いを学び、ロード級の吸血鬼すら仕留める猛毒「吸血鬼コロリ」を仕込んだ武器を使う（実際には毒ではなく、フィリーが賢者の石から作った武器にレフィが加護を付与したものらしい）。
ルッチラ
魔族の少女。強力な幻術魔法使い。羊のような角が特徴。故郷の一族は神鶏たるゲルベルガさまを守っていたが、吸血鬼によって一族は全滅し、単身守り続けていた。
ラックがエリックから屋敷を与えられた際、徒弟（ここでは相続権のない養子のようなもの）として同居することになる。
一族を含む周辺の村々の代表は「男子のみ」という不文律があったため、普段から男装しており一人称も「ぼく」。ラックは少年だと思っていたが女性陣は早期に少女と気づいた。
セルリスとはやや反りが合わないが、戦闘時には優れた連携を見せる。
ミルカ
ラックの屋敷で家政婦を務める少女。両親と祖父が亡くなったことで孤児となるが、ヤクザ者に祖父の借金返済を求められて自宅を奪われ、更に追加の支払いを要求されていた。下水道からラック邸の地下通路に入り込み、ねぐらとしていたが、屋敷に仕掛けられていた罠に掛かった所を発見される。ギルドで確認すると借金自体がヤクザのでっち上げと判明し、ラック邸に住み込みで働くこととなる。
小説版では天才的な頭脳の片鱗が随所に見られる。
漫画版では年齢が引き下げられており、10歳ほどの外見。
フィリー・マスタフォン
マスタフォン侯爵家の五女。4人の姉たちは皆すでに嫁いでいる。
幼い頃より錬金術に傾倒しており、ある日偶然により賢者の石の対極に当たる存在「愚者の石」を生み出してしまった事により吸血鬼に目を付けられ、マスタフォン侯爵家を乗っ取られる原因になる。ロックにより助けられた後は、エリックからの命で「償い」名目でロック邸に住み込みで働くようになる。
錬金術の実力に関しては古代魔法の理論に至るほどの知識を持ち、部分的にはロックさえも舌を巻くほど。宮廷錬金術師でも年1個できるかどうかの賢者の石を「ある程度の設備があれば週に1個」作れてしまったり、風竜王の宮殿の昏竜封印設備の要である「禁書」の復元はメイン部分の解読・復元を全て担当し、ロックがカスタム部分に専念できるほどの働きを見せている。
小説版では当初の一人称が「我」であるなど男性的な口調で話す。
漫画版では年齢が引き上げられており、10代半ば。自身を助けてくれたラックに対して尊敬と共に恋心に近い感情を抱いている。自覚は薄かったがアルラウネに対して嫉妬を抱いたことで自覚した。幼少時に家庭教師となったアルラウネに指導を受けており、意図的に記憶を封じられていたが、アルラウネが真祖によって消滅したことによって記憶が戻る。
タマ
マスタフォン家で飼われていた犬。
マスタフォン家が吸血鬼に乗っ取られた際は特に相手にもされずに放置されており、餌も貰えず痩せ細っていたが、それでも本来の主人であるマスタフォン侯爵夫妻を忘れず、幽閉された地下室の窓から救援を求める手紙を預かって単身で屋敷を脱出する。
脱出後は当時ロック邸に訪れていた国王エリックを探し出してロック邸にたどり着き、エリックに手紙を渡す事に成功する。
ケーテ・セレスティス
古代竜（グレートドラゴン）のメス。当代の風竜王。
先代王である父親から引き継いだばかりで、古代竜としてはかなり若い部類。人型に変化できるが（角や尻尾などは生えたまま）、一度変化すると3日間竜の姿には戻れない。これは当初は人変化の術そのものの制約をロックたちには思われていたが、父＝先代王のドルゴはそのような制限なく頻繁に人型と竜型を切り替えているため、単にケーテが未熟なだけだと判明した。
竜王を名乗るだけあって戦闘力は極めて高く、真正面からのぶつかり合いであれば吸血鬼王程度であれば足踏み一つで粉々にし、本気の暴風ブレスは四貴族クラスでさえ一瞬でミンチにするほどの威力を誇るが、ダメージを受けた経験が無いため「痛い=死んじゃう」と考えているなど未熟な面がある。
竜族の遺跡を保全して回るなど、ラックからは「遺跡オタク」と評されているが、肝心の遺跡その物に関しては詳しくない。自身の棲家である宮殿は直下の結界内に1000体に及ぶ昏竜（イビルドラゴン）を封印している。
ゲルベルガさま
世界を昼と夜に分けた神鶏と呼ばれる存在の末裔で吸血鬼の天敵。見た目はただのニワトリだが、その鳴き声は『境界を引き直す』という力を秘めている。
ゲルベルガさまの鳴き声の前にはどんなものでも「途中」というあいまいな状態は許されず、吸血鬼が逃走の時によく使うコウモリ変化は、変化の最中に鳴かれると例え吸血鬼皇クラスでもなすすべなく灰に帰る。吸血鬼が目論んでいた次元の狭間への扉を開けるという計画も、この力によって一瞬で無に帰すために付け狙われている。
境界を引く力以外にも、存在そのものが神聖であるが故に「昏き者」たちの手に掛かれば世界を滅ぼすレベルの呪いが完成してしまうとされる。
戦闘に同行する際はラックの懐（胸当てを加工している）に入ることが多い。
ガルヴ
狼の霊獣。ハイロードに捕らえられていたが、ラックが倒したことで解放される。その際にラックに付いていくことを選び、同居することになる。ニアなどは背に乗せて走れるくらい大きいが、霊獣としてはまだ子供で甘えん坊。
吸血鬼の「魅了」を受け付けず、実体のないレイスをも牙にかけるなど、戦闘能力は相当にある。

### 人族
アリオ、ジニー
Fランク冒険者。ギルドでラックと共にゴブリン退治の依頼を受けた兄妹。家名は「セッター」。ランクにそぐわぬ実力を持つロック（ラック）の正体に関しては色々と妄想を膨らませている。
アリオは18歳。魔法使いでファイアーボールと魔力弾を使う。
ジニーは17歳。アーチャー兼スカウト。漫画版によるとプチ巨乳だが、駆け出しゆえに高価な魔法の掛かった（パッと見は軽装に見えるような）装備など買えないためか、そのスタイルは本編内では披露されていない。
漫画版ではミルカをヤクザ者から助けたり、ケーテの宮殿に向かうラック一行の強行軍で、馬車の御者を務めるなど出番が増えている。アリオはロックから魔法の指導も受けているようだが、「命中率が低いなら100発撃て」と言われるなど実力差が大きすぎてあまり参考にならない。地力を上げようと購入した魔導書も昔ラックが書いたもの。
アローネ・ケントリッチ
冒険者ギルド本部の職員。看板受付嬢であり、ゴランの秘書も務める。家名を持つが実家は豪商。元々はマルグリット付きの文官だったのだが、マルグリットのリンゲイン赴任に随行するのを反対された結果職を辞し、冒険者ギルドに再就職した。
ゴドルフ
隣国リンゲインの全権大使で侯爵だが、「昏き者」に内通している。演技か下心かは不明だがレフィにアピールするような様子を見せる事があるが、当のレフィにはそもそも名前も憶えられていない。

### 古代竜
竜族の中でも高い知性を持つ種族。地水火風の四大元素精霊との繋がりが深い四つの部族が存在し、「昏き者」の眷属である昏竜の封印といった世界を守るための楔となる仕掛けを守る役割を持つ。
王族は「人化の術」を使って人間形態で活動する事もある。
ケーテ
主要人物を参照。
ドルゴ
先代の風竜王。ケーテに対して「陛下」と敬語を使うこともあるが、「バカ娘」と呆れることも。ケーテからはもっぱら「父ちゃん」と呼ばれる。人化すると2メートル越えの大男となる。ケーテ同様に人化の術を使えるが、ケーテと違い3日のインターバルを空ける必要が無く、即座に人になってまた竜になるという事も可能。
リーア・イヌンダシオ
古代竜のひとつ「水竜族」の王太女。次代の水竜王と言えるが、まだ若すぎるためか即位しておらず、叔父のモーリスが補佐している。
漫画版では数個の水の玉を周囲に浮かべている。
モーリス
リーアの叔父で水竜族の大臣と侍従長を兼任。順序から言えば自身が王になることも可能な立場だが、姪のリーアを補佐し支えている。血筋ではれっきとした王族であるため、王ではないが人化の術を使う。どっかの風竜王とは違って「政治の話ができる相手」としてエリックに手厳しい事を言われる事もあるが、政務者として真摯に対応する。

### 漫画版オリジナルキャラクター
アルラウネ・ローエンタール / ラミア・アルラウネ・ミドガラント
吸血鬼たちや「昏き者」どもの間で「女王（クイーン）」と呼ばれるエルフの女性。「黒き魔女」とも呼ばれ、その名は800年以上前の記録にはすでに存在していた。歴史上の事跡も直に目撃していたらしく、現在では偉人・聖人として敬われている人物の実像も知っている。その目的は「最強の魔導士」を作り出すこと。その理由は復活した真祖によって自身の身体が奪われると想定していたため「自身を倒すことが出来る魔導士」を求めていたから。
養母として孤児だったラックに魔法を教え、長じた後（本編の16年前）には一時期パーティを組んでいたが12年前に敵対、激闘の末に死んだはずだったが生きていた。「昏き者」の間でも真祖派の最右翼と言われていたが、真祖の復活を見届けたのちに離反している。アークネストの弟皇子を保護し、ラックに「待っている」と伝言を残した。自身の棲家である隔離空間内で分身も用いて、ラック、レフィ、ドゥラと対峙する。後述のβ含めて目的のために自身のクローンを複数作り出して運用していた（ラックたちに倒されたのも、そのうちの1体）。
隔離空間内でレフィと会話した際に、ラックに女っ気が無いのを「アルラウネがいたから」と指摘され、その場では「自分は母親でありそんな子に育てた覚えはありません」と否定するも顔を真っ赤にしている。
ラックと出会った当初はラックは右目を失っており、欠損部位の再生までできるほどの治癒魔術は不得手だったため、自身の右目を移植して視力を与えている。その関係でラックが右目で見ている映像を自身の目としても見る事ができ、魔神王との戦いの一部始終およびその後の顛末も知っていた。
デザインは天王寺きつね。自身の趣味を全部乗せと称している。
アルラウネβ（ベータ）
アルラウネが自身の消滅に備えて作っておいたクローン。自身の記憶の保存を前提に作られたため現時点では幼女サイズ。小人サイズになってラックにくっ付いていることも多い。記憶および魔術知識はほぼそのまま持っているが、戦闘力は殆どない。

ディエゴ
吸血鬼の占拠した遺跡で、転移の鏡から現れた狼の獣人族の少年。ラックとは古代魔法語で会話ができ、古代魔法の強化が施された爪や魔道具も使いこなす。本来なら吸血鬼とは対立する獣人族ながら、アルラウネに従って活動しており、獣人族であることを指摘されると怒りを見せる。離反後のアルラウネにも同行しており、作中の世界観からすると珍しい剣を佩いていた。ラックたちを出迎え、隔離空間内でシアと対峙する。
ドゥラ・カステイン / ドゥランジョーヌ・ラインフォルト
ハイロード級の高位吸血鬼の女性。2体のロードを従え、それらの能力を援護・増強する魔法を駆使する「聖女」のような能力を持ち、高位の精霊使いでもある。アルラウネのことは「あばずれ」「莫連（ばくれん）女」と嫌っており、混同されると激怒した。復活した真祖がアークネストを襲った一連の動きに対して活動するが、真祖の眷属となった竜騎士・ヴィルフリートの放った「神世の呪雷」の余波に巻き込まれて気を失っていたところをラックに確保される。ラックの屋敷に連行されるが、ラックたち勇者パーティや獣人族のウルコット姉妹はともかく、ルッチラやミルカにすら魅了をレジストされて落ち込んでいた（実際には全員フィリーの護符を配布済みで、アルラウネの至近距離の魅了すら弾く逸品）。ラックがアルラウネと関りがあると聞くと、若干態度を軟化させる。行動は制限されるものの屋敷内ではほぼ自由に動けるようになると、遠慮なしに会話を持ちかけてくるセルリスに精霊魔法の要訣をアドバイスするなどした。ラックがアルラウネの許に向かうと聞くと同行するが、隔離空間の中でアルラウネの分身と対峙する。
「四貴族」と呼ばれる己の家門と能力にプライドを持っているが、実は養女で元人間。養父のカステイン卿によると100年ほど昔に「アークネストの光の巫女」と呼ばれる存在だったが、政治利用された末に殺されたところを娘（吸血鬼化）にすることで救った。真祖の影に吞み込まれた際に過去の記憶を思い出し、ゲルベルガさまの鳴き声によって昏き力を剥がされて人間に戻る。
人間に戻る前・戻った後も変わらず、他の吸血鬼のように人類の滅亡まで目指して積極的に活動している訳ではないが、人類に味方する気も無い宙ぶらりんの立場を貫いている。
人の名前を覚えるのが苦手。その行動パターンは部下2名（ドンズノフ、ボヤンスキー）も含めて「とある人物」を思い起こさせる。
カステイン卿
ドゥラの養父。髑髏の首飾りに意識を宿しており、短い時間なら人型に戻ることもできる。あらゆるものを停止・固定させる“凝結”の力を誇り「凍結王（クローザー）」の異名を持つ。吸血鬼の中でも「四貴族」と呼ばれる立場だが、政治の犠牲となったドゥラを娘としたり、出来れば人に戻してほしいとラックに頼むなどしている。真祖が吸血鬼を作り出した存在と認識はしていても「吸血鬼の味方とは言えない」と考えており、他の四貴族とは足並みを揃えておらず、ドゥラの処遇もあってラックたちと内通する。
普段は自力で動くことはできないが、短距離の転移や軽い念動力くらいは人型に戻らなくても使えるらしく、ドゥラがミスをした際にはお尻を叩いてお仕置きしている。
モスゴール、ヤシャ、ウィードヴォイス
吸血鬼の中でも「四貴族」と呼ばれるうちの3名。彼らが作る眷属は最低でもロード級となる。ここ100年は眠りについていたのだが真祖の復活が無ければ、かなり先の時代まで寝ていたらしい。
モスゴールは四貴族のまとめ役をしているが、それはほかの3人がやる気がないから。隔離空間での戦いの後、自律稼働しているアルラウネのクローン（過去編で登場した個体）を迎えている。
ヤシャは一見すると幼女にしか見えないが、たとえ粉々にされても1秒以内に復活する再生力をもち「再生王（ワイルドスピード）」の異名を持つ。だが額の第三の眼に残り回数が記録されるため制限はある（それでもまだ100回ほどある）。隔離空間の戦いの後、ドゥラの聖縛に括られるが、真祖との縁が切れた。人間側のスパイを泳がせる目的で指示者としてゴドルフの前に現れる。聖縛は言動だけでなく内心の動きにも反応して身体を締め付けるなど、有名な猿に付けられたアレと同じである。
ウィードヴォイスは気だるげな青年に見える風貌。「時空王（フィールドマスター）」の異名を持つ。カステインとは互いに「友」と呼びあう仲であり、ドゥラが別行動を始めてからは共に行動している。
キリカ、ユミエル
ラックの弟子。孤児だった双子の女児で13年前にラックに拾われる。12年前に死んだと思われていたが、アルラウネによってラックの手駒になるよう育てられていた。意図的に記憶を封じられていたが、アルラウネが真祖によって消滅したことによって記憶が戻る。
ユミエルは全身鎧を着こんだ重戦士。三つ編みにしたおさげがフルフェイスの兜から出ている他、声は一発で女性と分かるほど可愛い模様。基本的にパワーファイターだが、要所で防御魔法や攻撃補助の魔法を使う魔法剣士。登場してから鎧どころか兜も脱いでいないが、実はアルラウネが与えたもので脱ぎたくても脱げない呪が掛けられている。本人の成長に合わせて変化しており、目的を果たせば脱ぐことは可能ということ。
キリカは非常に刺々しい態度と荒々しい戦闘方法だがラックによく似た魔術師で、大規模な殲滅魔法を使いこなす。壮年の「イケおじ」が趣味であり、再会するであろうラックも40代で自身の好みのドストライクの年齢になるためかなりの期待を寄せていたが、想像に反してラックが10代の若い姿だったために当初は「こんなのがラック師匠とは認めない」と反発までした。

## 既刊一覧

### 小説
- えぞぎんぎつね（著）・DeeCHA（イラスト） 『ここは俺に任せて先に行けと言ってから10年がたったら伝説になっていた。』 SBクリエイティブ〈GAノベル〉、既刊7巻（2022年7月14日現在）
  1. 2019年2月28日初版第一刷発行（2月15日発売[3]）、ISBN 978-4-8156-0126-3
  2. 2019年5月31日初版第一刷発行（5月15日発売[4]）、ISBN 978-4-8156-0127-0
  3. 2019年8月31日初版第一刷発行（8月9日発売[5]）、ISBN 978-4-8156-0289-5
  4. 2020年1月31日初版第一刷発行（1月11日発売[6]）、ISBN 978-4-8156-0290-1
  5. 2020年5月31日初版第一刷発行（5月14日発売[7]）、ISBN 978-4-8156-0608-4
  6. 2021年1月31日初版第一刷発行（1月14日発売[8]）、ISBN 978-4-8156-0872-9
  7. 2022年7月31日初版第一刷発行（7月14日発売[9]）、ISBN 978-4-8156-1453-9

### 漫画
- えぞぎんぎつね（原作）・DeeCHA（キャラクター原案）・阿倍野ちゃこ（作画）・天王寺きつね（ネーム構成） 『ここは俺に任せて先に行けと言ってから10年がたったら伝説になっていた。』 スクウェア・エニックス〈ガンガンコミックスUP!〉、既刊17巻（2025年5月現在）
  1. 2019年9月12日初版発行（同日発売[10]）、ISBN 978-4-7575-6184-7
  2. 2019年12月12日初版発行（同日発売[11]）、ISBN 978-4-7575-6427-5
  3. 2020年3月12日初版発行（同日発売[12]）、ISBN 978-4-7575-6561-6
  4. 2020年7月7日初版発行（同日発売[13]）、ISBN 978-4-7575-6728-3
  5. 2020年12月7日初版発行（同日発売[14]）、ISBN 978-4-7575-6983-6
  6. 2021年6月7日初版発行（同日発売[15]）、ISBN 978-4-7575-7288-1
  7. 2021年11月6日初版発行（同日発売[16]）、ISBN 978-4-7575-7557-8
  8. 2022年3月7日初版発行（同日発売[17]）、ISBN 978-4-7575-7771-8
  9. 2022年7月7日初版発行（同日発売[18]）、ISBN 978-4-7575-8012-1
  10. 2022年11月7日初版発行（同日発売[19]）、ISBN 978-4-7575-8242-2
  11. 2023年3月7日初版発行（同日発売[20]）、ISBN 978-4-7575-8449-5
  12. 2023年8月7日初版発行（同日発売[21]）、ISBN 978-4-7575-8717-5
  13. 2023年11月7日初版発行（同日発売[22]）、ISBN 978-4-7575-8893-6
  14. 2024年3月7日初版発行（同日発売[23]）、ISBN 978-4-7575-9084-7
  15. 2024年9月6日初版発行（同日発売[24]）、ISBN 978-4-7575-9407-4
  16. 2024年12月6日初版第一刷発行（同日発売[25]）、ISBN 978-4-7575-9553-8
  17. 2025年5月7日初版第一刷発行（同日発売[26]）、ISBN 978-4-7575-9839-3